# Bernburg
Bernburg (pronunciación en alemán: /ˈbɛʁnˌbʊʁk/ⓘ) es una ciudad en Sajonia-Anhalt, Alemania, capital del distrito de Salzland. Está situada sobre el río Saale, aproximadamente 30 km río abajo de Halle. La localidad está dominada por su enorme castillo renacentista que alberga un museo así como un popular foso de los osos recientemente restaurado en el foso del castillo.
La iglesia de San Esteban en la villa de Waldau (que se convirtió en parte de Bernburg en 1871) fue mencionada por primera vez en 964; la presente construcción data de alrededor de 1150. Es una parada en la ruta del románico o Strasse der Romanik. Bernburg es uno de los campus de la universidad regional.
En la época nazi durante la II Guerra Mundial, un ala del hospital mental de la ciudad fue utilizada para el llamado Programa de Eutanasia T-4. 

## Hermanamientos
Bernburg está hermanada con las siguientes ciudades:
- Anderson, Indiana, EE. UU., desde 1994
- Fourmies, Francia, desde 1967
- Rheine, Alemania, desde 1990
- Tarnowskie Góry, Polonia
- Chomutov, República Checa
- Trakai, Lituania